# Movimiento de Liberación de Croacia
El Movimiento de Liberación de Croacia (croata: Hrvatski oslobodilački pokret, HOP) es un partido político menor de extrema derecha fundado en 1956 en Buenos Aires, Argentina, por Ante Pavelić, poglavnik del Estado Independiente de Croacia y su partido gobernante Ustacha - Movimiento Revolucionario Croata de 1941 a 1945, y algunos emigrantes croatas.
Hasta la década de 1970, el HOP era una organización de emigrantes croatas con más del 80 por ciento de sus miembros compuestos por personas que habían sido políticamente activas de alguna manera en el régimen del Estado Independiente de Croacia de 1941-1945. Originalmente dirigido por Ante Pavelić, el ex poglavnik, otros signatarios de la primera carta fundacional del HOP incluyeron exfuncionarios del gobierno del Estado Independiente de Croacia como Džafer Kulenović y Vjekoslav Vrančić, lo que hizo que se considerara un sucesor de Ustacha, el  movimiento fascista croata que dirigía el Estado Independiente de Croacia.
El objetivo declarado de la organización era el restablecimiento del Estado Independiente de Croacia en sus fronteras de la Segunda Guerra Mundial, que abarca la mayor parte del territorio de la actual Croacia y Bosnia y Herzegovina, que en el momento de la fundación del HOP formaban parte de la RFS de Yugoslavia. Aunque los observadores la consideran la organización nacionalista croata más radical, el HOP se describió oficialmente a sí misma como una organización anticomunista comprometida con los medios políticos democráticos.
Después del colapso del comunismo en Yugoslavia a principios de la década de 1990, la sede de la organización se trasladó de Buenos Aires a Zagreb y se registró oficialmente como partido político en Croacia en octubre de 1991.
Después del registro, el HOP se presentó a las elecciones parlamentarias de agosto de 1992 con poco éxito. Ha permanecido como una fuerza política marginal desde entonces. Su única otra campaña electoral llegó seis años después para las elecciones de 2007, en las que también les fue mal.
Actualmente el HOP funciona como un partido político menor en Croacia sin ocupar escaños en el Parlamento croata ni en ningún otro nivel de gobierno. La organización tiene sucursales activas en Canadá (en Toronto, Winnipeg y Vancouver) y Australia (en Melbourne y Sidney).